# 빙점 (1967년 영화)
"빙점"(氷点, Freezing Point)은 한국에서 제작된 김수용 감독의 1967년 영화이다. 김진규 등이 주연으로 출연하였고 서종호 등이 제작에 참여하였다.

## 출연

### 주연
- 김진규
- 김지미
- 남정임
- 한성
- 윤양하

## 기타
- 원작자: 미우라 아야코
- 조명: 손영철
- 미술: 박석인